# Пятихатки (Донецкая область)
Пятихатки (укр. П'ятихатки) — посёлок, входит в Горловский городской совет Донецкой области Украины. Под контролем самопровозглашённой Донецкой Народной Республики.

## География

#### Соседние населённые пункты по странам света
С: город Горловка
СЗ: Озеряновка, Широкая Балка
СВ: Фёдоровка
З: Михайловка, Ставки
В: —
ЮЗ: Пантелеймоновка
ЮВ: Корсунь
Ю: — 

## Население
Население по переписи 2001 года составляло 136 человек.

## Местный совет
84646, Донецкая обл., г. Горловка, пр-т Победы, 67, тел. 52-05-72. Телефонный код — 624. Код КОАТУУ — 1410640001.